# نبات
النباتات (الاسم العلمي: Plantae) هي مجموعة رئيسية من الكائنات الحية، من أمثلتها الأشجار والأزهار والأعشاب والشجيرات والحشائش وأيضا السراخس. 

تقسم النباتات إلى: نباتات بذرية، نباتات لاوعائية، سراخس وشبيهات السراخس.
نُشرت عام 2011 دراسة قدرت عدد الأنواع النباتية في الكرة الأرضية بحوالي 8.7 مليون نوع، منها 6.5 مليون نوع على البر و2.2 مليون نوع في البحر. حتى عام 2004 بلغ عدد الأنواع النباتية التي تم تمييزها وتحديدها 287,655 نوع نباتي، منها 258,650 مزهرة و15,000 لاوعائية. أهم ميزة للنباتات أنها ذاتية التغذية، وبالتالي فهي توفر الغذاء لنفسها وللحيوانات العاشبة أيضاً وللإنسان، مما يجعلها أهم عناصر دورة الغذاء في الطبيعة. تستطيع النباتات تحويل طاقة الشمس إلى شكل طاقة كيميائية في الكربوهيدرات عن طريق التمثيل الضوئي ضمن الصانعات اليخضورية في خلايا النباتات.

تغطي النباتات معظم سطح الأرض، وتستطيع أن تعيش في جميع البيئات، كما أنها تزودنا بالأوكسجين عندما تصنع غذائها الذي يعدّ غذاء للمخلوقات الأخرى، وتطرح بخار الماء الذي يعمل على تلطيف الجو.

## التصنيف

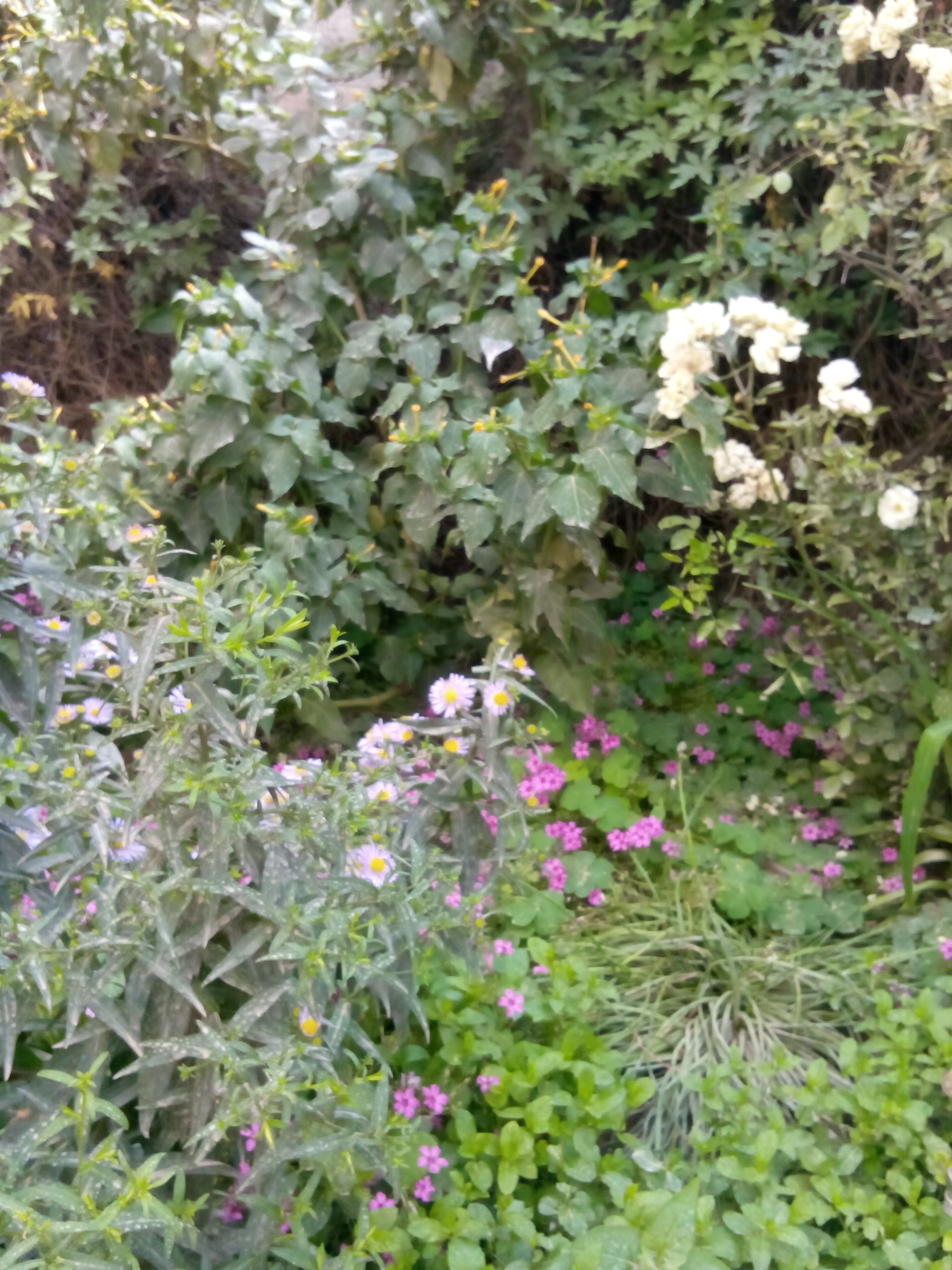
حديقة منزلية تحتوي على مجموعة من النباتات

قسّم أرسطو الكائنات الحية كلها بين النباتات والحيوانات. وتعد مملكة النبات حالياً إحدى الممالك في النظام الحديث. ميز أرسطو النباتات بأنها عديمة الحركة. في نظام كارولوس لينيوس سميت هذه المجموعة بمملكة النبات (باللاتينية: Vegetabilia) ثم (باللاتينية: Plantae)، في حين احتلت الحيوانات نطاق مملكة أخرى دعاها لينيوس مملكة الحيوانات، لكن من ذلك الوقت ظهر عدم تجانس مملكة النباتات واحتوائها على مجموعات غير مرتبطة بالنباتات الحقيقية، لذلك سرعان ما تم فصل الفطريات ومجموعات من الأشنيات من مملكة النباتات لتوضع في مملكة مستقلة. بالرغم من ذلك ما تزال تعدّ الفطريات والأشنيات ذات خواص نباتية عديدة.
ضمن الاستطلاع الحديث، عندما يطلق اسم «نبات» على تصنيف حيوي وحيد فإنها عادة تعدّ واحدة من ضمن مجموعات ثلاث وهي من الأصغر للأكبر:
- نباتات الأرض والتي تعرف بالايمبريات (باللاتينية: Embryophyta).
- نباتات خضراء (تعرف أيضا ب (باللاتينية: Viridiplantae) أو (باللاتينية: Chlorobionta)). وهذه تضم الايمبريات (نباتات الأرض) مع الإشنيات الخضراء. هذه المجموعة هي ما يشار له غالبا بالنباتات وهي ما ستتناوله هذه المقالة.
- نباتات أصلية (باللاتينية: Primoplantae) (تعرف أيضا ب Plantae sensu lato أو Plastida أو Archaeplastida) تضم النباتات الخضراء، إضافة للأشنيات الحمراء والأشنيات (باللاتينية: glaucophyte) فهي تضم مجمل حقيقيات النوى الحاوية على صاناعت خضراء.

الأنواع الأخرى التي يمكنها القيام بالاصطناع الضوئي أيضا تعدّ نباتات حتى لو لم يمكن تصنيفها في مملكة النباتات حسب سلالات القرابة. يقدر وجود 375,000 نوع نباتي وما زال تحديد واكتشاف أنواع جديدة مستمراً.

### النباتات الدالة
الأنواع الدالة هي أنواع حيوية تحدد خصائص وميزات البيئة. مثلاً ممكن لنوع من النباتات أن يشير إلى ظرف بيئي معين كظهور مرض معين أو وجود تلوث أو منافسة بين الأنواع أو تغير مناخي.
من الممكن أن تكون الأنواع الدالة بين مجموعة من الأنواع الحساسة في المنطقة ويمكن أن تسلك أحياناً سلوك منبه مبكر للنظام الحيوي.
. اقترح Lindenmaver et al سبعة محددات للأنواع الدالة وهي:
- أنواع يدل وجودها في منطقة معينة على وجود أنواع أخرى ويدل غيابها على غياب أنواع أخرى بالكامل.
- أنواع أساسية أو مفتاحية ويقصد بذلك بأن إضافتها أو غيابها عن نظام بيئي معين يقود إلى تغيرات جذرية ورئيسية من خلال وفرة أو غزارة نوع واحد على الأقل.
- أنواع يدل وجودها على نشاط إنساني معين كتلوث الماء أو الهواء وتسمى أنواع دالة على التلوث.
- أنواع سائدة [الإنجليزية] وهي الأنواع التي تشكل النسبة الأكبر من الكتلة الحية أو أعداد أفرادها هو الأكبر في المنطقة.
- أنواع تدل على ظروف بيئية خاصة مثل حالة التربة أو نوع الصخرة الأم.
- أنواع تعدّ حساسة تجاه أي تغيير بيئي فهي تعمل كجهاز إنذار مبكر يشير إلى تغيرات بيئية مثل الاحتباس الحراري.
- أنواع تعدّ مؤشرات إدارية وهي تعكس تأثير اضطراب النظام وفاعلية الجهود المخففة من تأثير هذا الاضطراب.

تلوث الماء (من أنهار، بحيرات، محيطات، مياه جوفية).
يحصل تلوث الماء عندما يتم وضع الملوثات بشكل مباشر أو غير مباشر في جسم الماء بدون عمليات معالجة له لإزالة الأذى الذي يسببه. يؤثر تلوث الماء على النبات والمتعضيات الحية التي تعتمد على هذا الماء. وغالباً ما ينعكس الضرر على المجتمع الحي بكامله وليس فقط على الأفراد.
قياس مستوى المغناطيسية لأوراق الأشجار يمكن أن يكون دليلاً قوياً في مراقبة جودة ونوعية الهواء في الشوارع والطرقات. هناك دراسة جديدة أظهرت بأن الأوراق المنتشرة على طول الطرقات أظهرت مغناطيسية أكبر ب 10 مرات من غيرها. هذه المغناطيسية تأتي من جزيئات صغيرة جداً ناتجة عن التلوث مثل أكاسيد الحديد الصادرة عن مركبات الديزل.
غياب أو حضور أنواع نباتية محددة أو أشكال أخرى من الأنواع الخضرية الحية في نظام بيئي معين يمكن أن يعطي دليلاً هاماً حول صحة البيئة. هناك أنماط متعددة من الأنواع النباتية المراقبة أو الدالة منها الأشنيات، لحاء الأشجار، حلقات النمو في الأشجار، الأوراق، الفطور، والطحالب.
تتجاوب الأشنيات بشكل كبير مع التغيرات المناخية في الغابات بما فيها بناء الغابة ومع المناخ.
عدم وجود الأشنيات في الغابات يمكن أن يشير إلى ضغوط بيئية مثل مستوى عال من أكسيد الفوسفور أو أكسيد النتروجين.
الكتلة الحية من الطحالب الموجودة في الأنظمة المدارية تشكل مؤشراً هاماً عن التلوث العضوي مثل النتروجين والفوسفور.
هناك متعضيات أنتجت عن طريق الهندسة الوراثية ممكن أن تساعد في الدلالة على مستوى السمية في البيئة. مثال على ذلك أنواع عشبية تنمو بألوان مختلفة في حال تلوث التربة.

## نمو النباتات

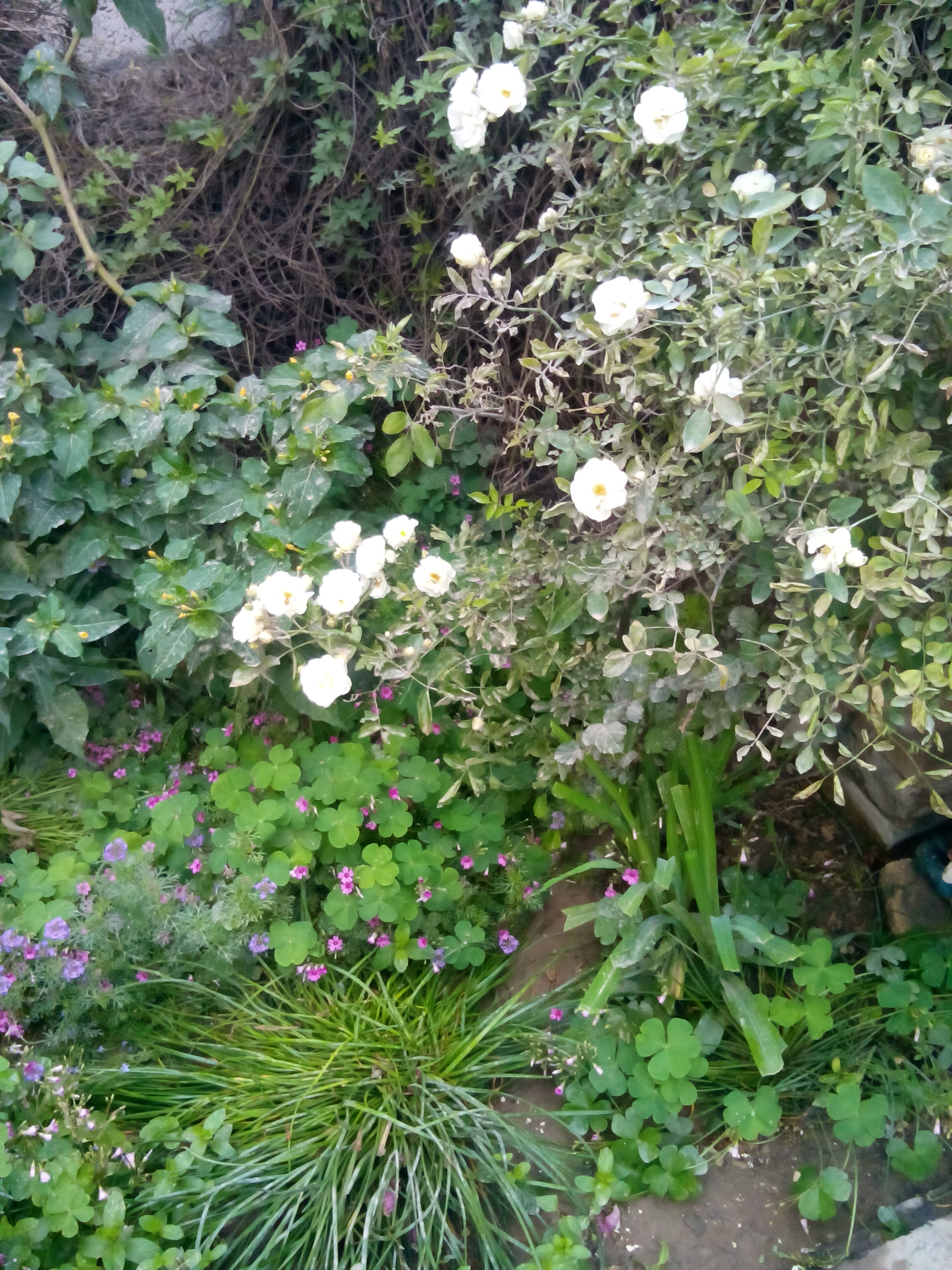
مجموعة نباتات في حديقة منزلية

معظم المواد الصلبة في النبات مأخوذة من الغلاف الجوي. خلال عملية تعرف بالتركيب الضوئي تستخدم النباتات الطاقة في أشعة الشمس لتحويل ثانى أكسيد الكربون من الجو إلى سكريات بسيطة. هذه السكريات عندئذ تستخدم في بناء وتشكيل العنصر الهيكلي الرئيسي للنبات. النباتات تعتمد بشكل أساسي على التربة والمياه للدعم، ولكن أيضاً تحصل على النيتروجين، الفوسفور، وبعض المغذيات الأخرى. بالنسبة لغالبية النباتات، لكي تنمو بنجاح تتطلب الأوكسجين في الجو (للتنفس في الظلام) والأوكسجين حول جذورها. غير أن عدداً قليلاً من النباتات الوعائية المتخصصة، مثل الأيكات الساحلية التي تعرف أيضاً بالمانغروف، التي تنمو في تربة مائية طينية والتي قد تكون عائقاً للجذور في الحصول على أوكسجين التربة، لذلك طورت تلك النباتات جذوراً تنمو فوق سطح المياه معروفة بـ Penumatophores تمتص الأكسوجين عن طريق العديسات (Lenticels).

### العوامل المؤثرة على النمو
النمط الوراثي للنبات يؤثر على النمو، مثلاً توجد أصناف معينة من القمح تنمو بسرعة، وتنضج في غضون 110 يوماً، بينما أخرى، في نفس الظروف البيئية، تنمو أبطأ وتنضج في 155 يوماً.
النمو أيضاً يتأثر بالعوامل البيئية، مثل الحرارة والماء المتاح، وعلى الضوء المتاح، والمغذيات في التربة. أي تغيير في توفر هذه الظروف الخارجية سوف ينعكس في نمو النباتات.

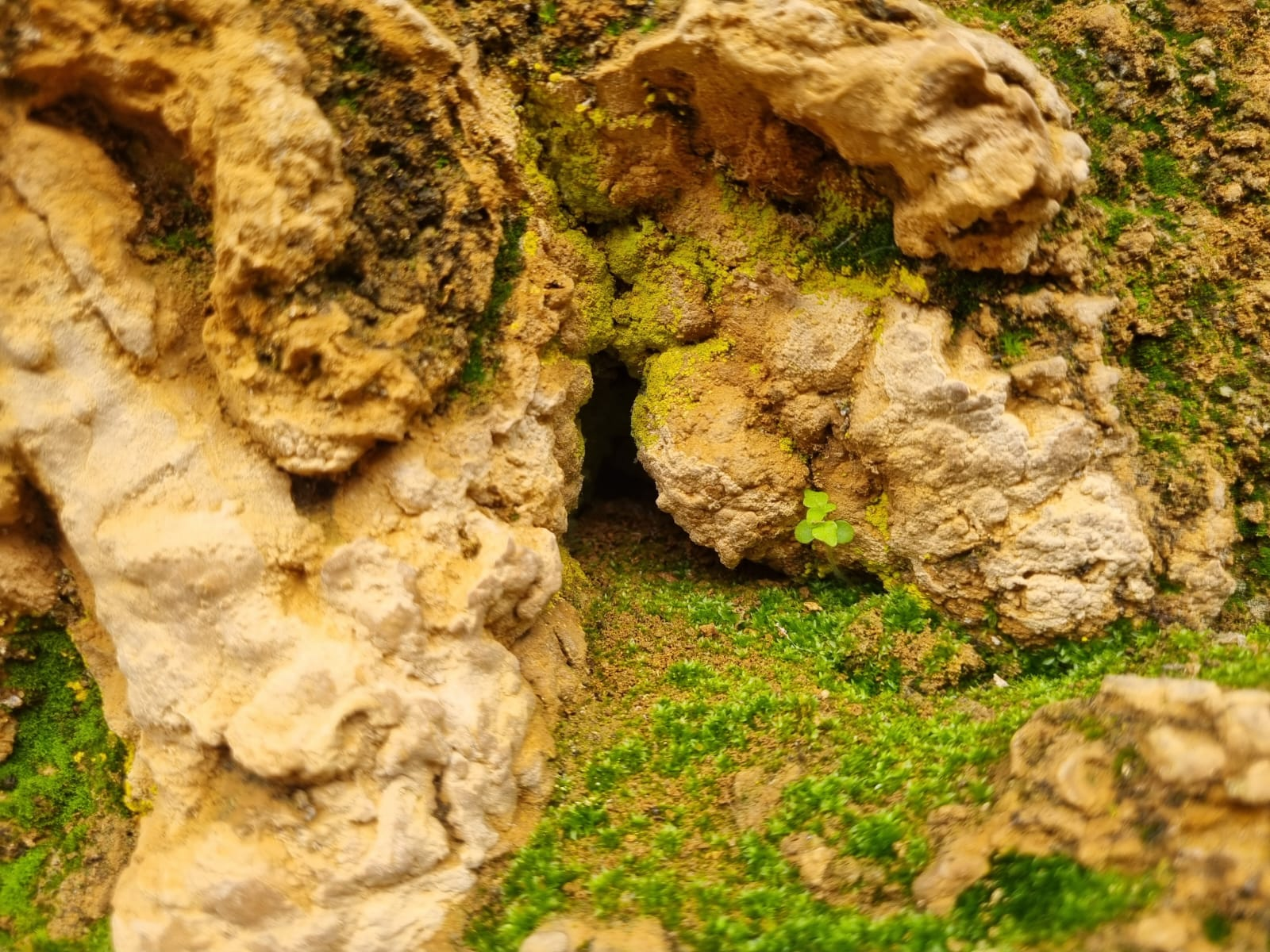
ثقب صغير محاط بنبتة هيميانثوس كالاتريكويدس.

العوامل الحيوية (الكائنات الحية) أيضاً تؤثر على نمو النبات. النباتات تتنافس مع غيرها من أجل المكان والمياه والغذاء والضوء. قد يسبب ازدحام البيئة أن لا تنمو أي من النباتات نمو طبيعي. الكثير من النباتات تعتمد على الحشرات والطيور في عملية التلقيح وتسمى هذه النباتات بـ Insectivorous أو Carnivorous التي تطور أعضاء وأساليب للحصول على النيتروجين حيث تنمو في تربة قليلة النيتروجين، مثل تطور بعض الأوراق إلى شكل إبريق في الـ Pitcher plant (Nepenthes). وجود الحيوانات الراعية يؤثر على النبات. خصوبة التربة تتأثر بنشاط البكتيريا والفطريات. البكتيريا والفطريات والفيروسات والحشرات والديدان الخيطية يمكن أن تتطفل على النباتات. بعض جذور النباتات تحتاج إلى علاقة الفطريات للحفاظ على نشاط عادي.

### طول دورة الحياة
النباتات البسيطة مثل الطحالب قد تكون قصيرة العمر كأفراد، ولكن تجمعاتها عموماً موسمية. النباتات الأخرى يمكن تنظيمها وفقا لنمط النمو الموسمي:
- حولية: النمو والتكاثر خلال موسم واحد.
- ثنائية الحول: تعيش لمدة موسمين زراعيين؛ تتكاثر عادة في السنة الثانية.
- نباتات معمرة: تعيش العديد من المواسم الزراعية؛ يستمر التكاثر بعد النضج.

يتفاوت معدل نمو النباتات للغاية. بعض الأشنيات تنمو أقل من 0.001 ملم/ساعة، في حين تنمو معظم الأشجار بمعدل 0.025-0.250 ملم/ساعة. بعض الأنواع المتسلقة، مثل (بالإنجليزية: Kudzu)، التي لا تحتاج لإنتاج أنسجة داعمة سميكة، قد تنمو بسرعة 12.5 ملم/ساعة.
نعم

## أساليب عيش النبات

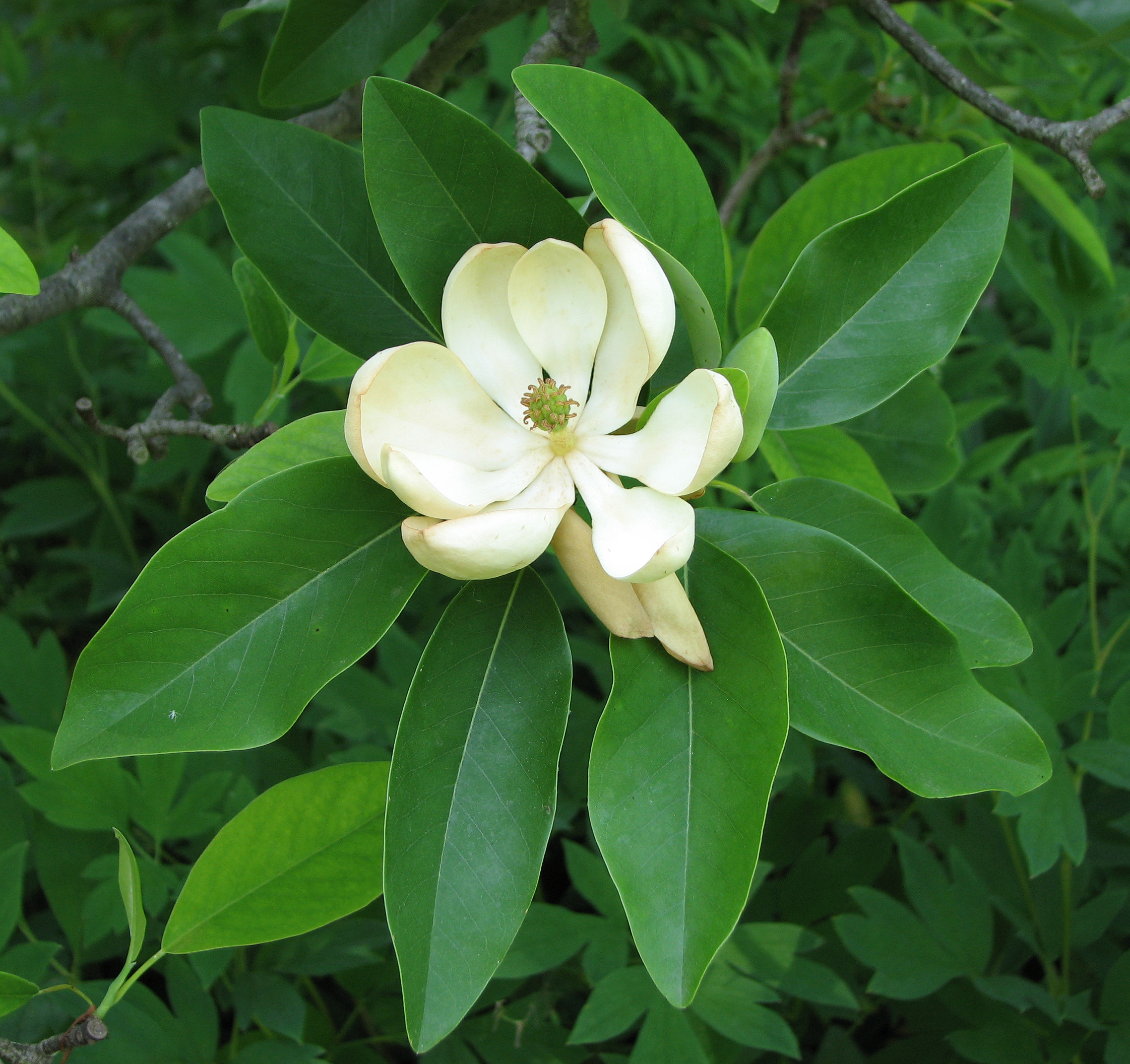
نبات ماجنوليا

ترتبط طريقة نمو النبات وتكاثره بأشياء عدة مثل المناخ والتربة والأحوال الجوية. فبعض النباتات تعيش في مناطق يستحيل فيها النمو في بعض فترات السنة ولذلك تنمو بسرعة وتتكاثر مرات عدة حين تكون الظروف ملائمة. وثمة نباتات أخرى تنمو في سنة معينة وتتكاثر خلال السنة التالية. ويوصف كل عام في حيات النبات بموسم نمو واحد.
تقوم النباتات الخضراء بفضل اليخضور وأثناء وجود الضوء بتركيب المادة العضوية انطلاقا من المواد المعدنية وغاز ثنائي أكسيد الكربون. الذين تحصل عليهم من الوسط، وذلك عن طريق ظاهرة (التركيب الضوئي).

### النباتات الحولية
يقال عن النباتات المزهرة التي تعيش وتموت في غضون سنة واحدة إنها حولية. وقد تحدث كامل عملية النمو والإزهار وإنتاج البذور في غضون أسابيع قليلة فقط. تجدر الإشارة إلى أن النباتات الحولية تزهر وتموت عادة بحلول نهاية الصيف، وتبقى بذورها غير نشطة خلال الشتاء، وأنما مستعدة للنمو والتحول إلى نباتات جديدة حين يأتي الربيع.

### النباتات المحولة
تحتاج بعض النباتات الزهرية إلى سنتين لإتمام دورة حياتها، وتعرف بالنباتات المحولة (الثنائية الحول)، فخلال السنة الأولى ينمو النبات ويخزن طعامه، وفي السنة الثانية يصبح النبات أطول ويزهر وينتج البذور بعد ذلك يموت النبات بأكمله.

## أجزاء النبات

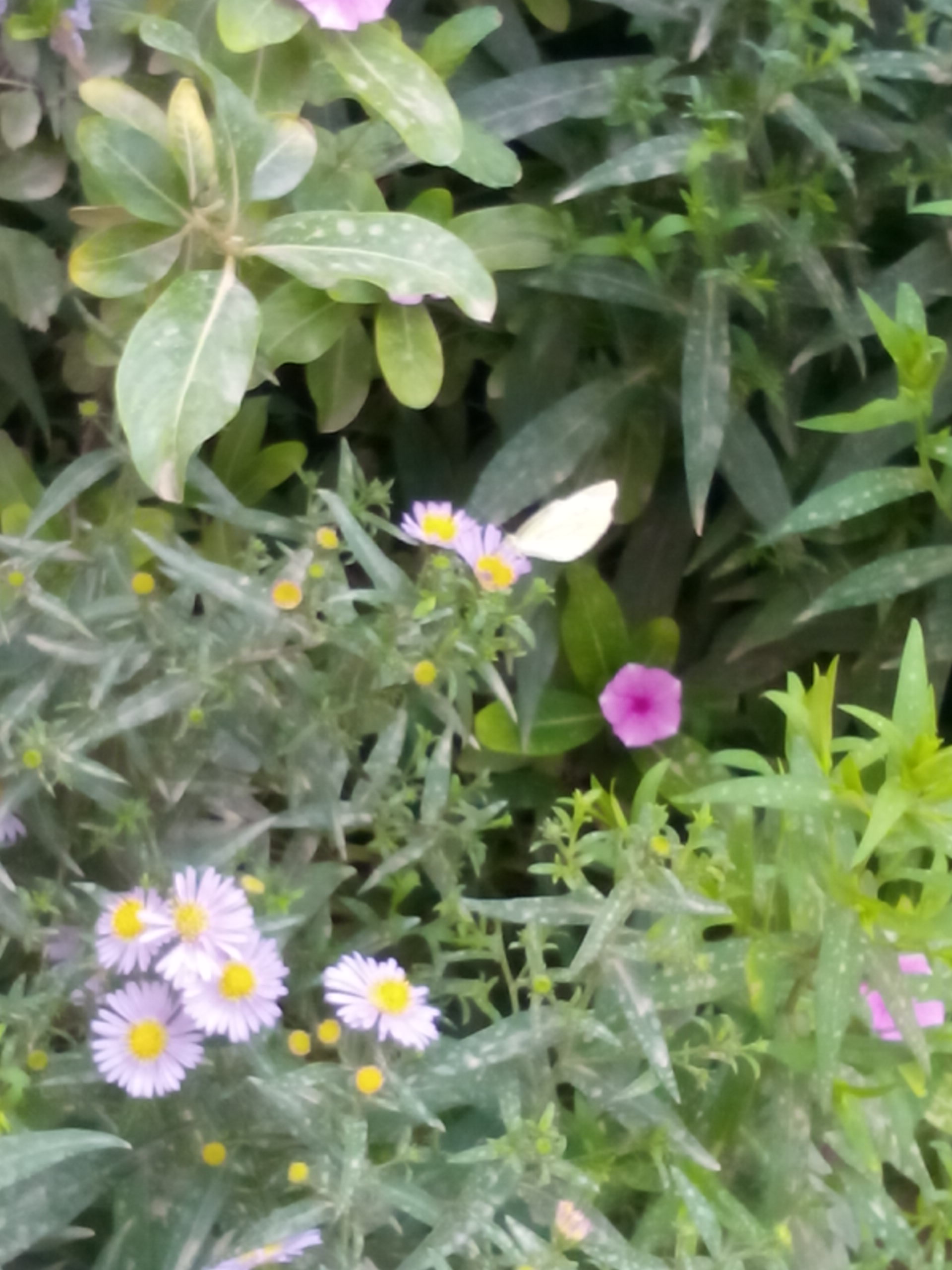
نباتات منوعة في حديقة

يتكون النبات من أجزاء أو أعضاء قد تختلف من نوع لآخر ومن مرحلة نمو لأخرى ومن بيئة لأخرى، والأجزاء الرئيسية هي:
- الأوراق
- الساق
- الجذر
- الأزهار ومجموعها النورات
- الثمار

## الفوائد

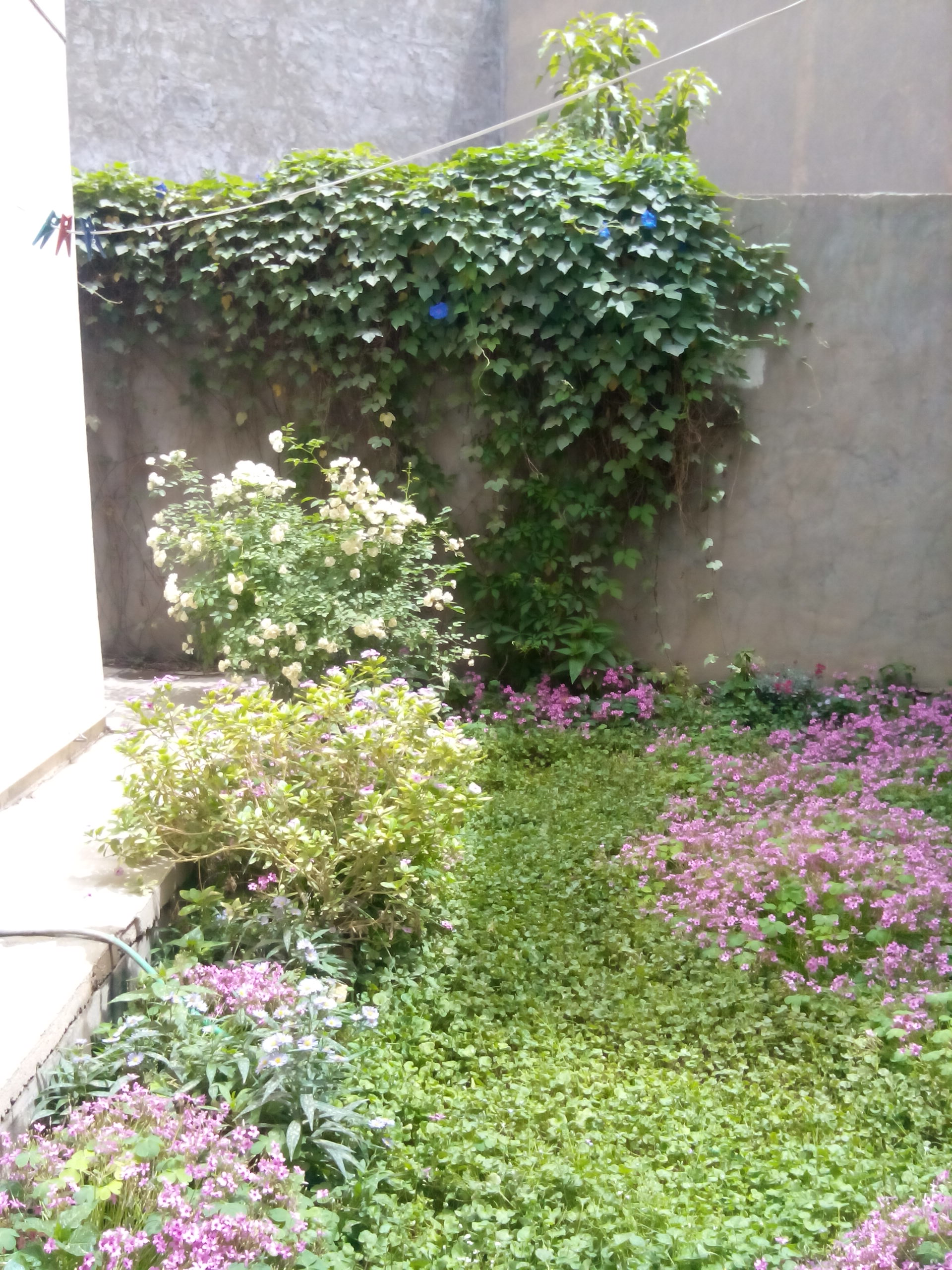
حديقة منزلية

للنباتات فوائد عديدة فهي غذاء للإنسان والحيوان، حيث تحتوي على الكربوهيدرات والفيتامينات والأملاح والدهون والألياف والأحماض ويحتوي بعضها على البروتين، كما تشكل مصدر رزق للمزارعين الذين يمتهنون مهنة الزراعة، وهي كذلك مصدر رئيسي للأدوية والعطور ومجالات صناعية وحرفية عديدة. ومنها يتم الحصول على الأخشاب والورق والأصباغ والزيوت والأنسجة.
كما تمثل النباتات عموما المصدر المتجدد للأكسجين في الأرض، حيث تقوم بتحويل غاز ثاني أكسيد الكربون وتثبته وتطرح غاز الأوكسوجين الذي نتنفسه. والنباتات من جانب آخر بأشجارها وغطائها الأخضر تحمي الأرض من التصحر ومن انجراف التربة ووجودها البيئي ضروري جدا للمحافظة على العديد من الحيوانات من خطر الانقراض.
ومن جانب آخر كانت الأشجار ولا تزال في العديد من بقاع العالم أحد أهم مصادر مواد البناء حيث تبنى من جذوعها وأخشابها البيوت والسفن، ومصدر للطاقة عن طريق حرق الحطب للوقود، وهي في حد ذاتها أحد أهم المكونات الطبيعية التي تكون منها النفط والغاز والفحم منذ ملايين السنين والتي تستخدم الآن كمصدر رئيسي للطاقة وللمنتجات الصناعية المختلفة.
ولجميع أنواع النباتات والأشجار والأعشاب خصائص خاصة بها سواء من الناحية الغذائية أو العلاجية أو مجالات الاستفادة الصناعية من ثمارها أو أزهارها أو بذورها أو أجزائها المختلفة.